# هربورن (راینلاند-فالتس)
هربورن (به آلمانی: Herborn) یک شهر در آلمان است که در بیرکنفلد واقع شده‌است. هربورن ۴۸۹ نفر جمعیت دارد.